# 1517
Évszázadok: 15. század – 16. század – 17. század
Évtizedek: 1460-as évek – 1470-es évek – 1480-as évek – 1490-es évek – 1500-as évek – 1510-es évek – 1520-as évek – 1530-as évek – 1540-es évek – 1550-es évek – 1560-as évek
Évek: 1512 – 1513 – 1514 – 1515 –  1516 – 1517 – 1518 – 1519 – 1520 – 1521 – 1522

## Események

### Határozott dátumú események
- október 31. – Luther Márton Wittenbergben nyilvánosságra hozza a búcsúval kapcsolatos visszaélésekkel szemben írott 95 tételét.[1] (Ezt az eseményt szokás a reformáció kezdetének tekinteni.)
- december 17. – A mainzi egyetem jelentése elítéli Luther tanait, és ügyét a pápai kúria illetékességébe utalja.[2]

### Határozatlan dátumú események
- május – A törökök Jajcát ostromolják, de Beriszló Péter és Zrínyi Miklós felmentik a várat.
- az év folyamán –
  - X. Leó pápa megerősíti az Aranygyapjas rendet.
  - Werbőczy István Bécsben kinyomtatja a Tripartitumot.
  - I. Ferenc francia király megvásárolja Leonardo da Vinci egyik főművét, a Mona Lisát.
  - Egyiptom és Hidzsáz oszmán uralom alá kerül,[3] ennek okán I. Szelim felveszi a kalifa címet.[4]
  - Megalapítják Franciscopolis városát, más néven Le Havre-t.

## Születések
- június 18. – Ógimacsi japán császár († 1593)
- július 10. – Odet de Coligny, másképp (Châtillon) bíboros, Coligny admirális fivére, Toulouse érseke, Beauvais püspöke, pair, később a hugenották egyik vezére († 1571)